# Eugeniusz Przetacznik
Eugeniusz Przetacznik (ur. 6 lipca 1907 w Warszawie, zm. 1989 tamże) – polski polityk, sekretarz Wojewódzkiego Komitetu Robotniczego Polskiej Partii Socjalistycznej, poseł do Krajowej Rady Narodowej (1946–1947), poseł na Sejm Ustawodawczy (1947–1948).

## Życiorys
Ukończył szkołę powszechną i trzy kursy wieczorowej szkoły dokształcającej. W wieku 13 lat zaczął pracować jako goniec w firmie „Orthwein, Krasiński i S-ka”, następnie w składzie aptecznym. Przez dwa następne lata był zatrudniony przy robotach publicznych i rok w browarze „Haberbusch i Schiele” w charakterze pomocnika ślusarskiego, skąd został usunięty za zorganizowanie Związku Zawodowego Robotników Przemysłu Spożywczego. W latach 1927–1928 był sekretarzem Związku Robotników Przemysłu Spożywczego, w latach 1928–1939 sekretarzem Zarządu Okręgu Związku Robotników Przemysłu Chemicznego, a od 1930 do 1933 równocześnie sekretarzem Warszawskiej Rady Związków Zawodowych. W 1927 ukończył szkołę dla działaczy zawodowych i politycznych OM TUR. Był członkiem KC OM TUR i do 1939 członkiem WKR PPS w Warszawie.1 listopada 1929 r. uczestniczył w rozbitych przez policję uroczystościach żałobnych ku czci bojowników Rewolucji 1905 roku, zorganizowanych przez PPS na stokach Cytadeli Warszawskiej. Trafił do szpitala ranny szablą przez dowódcę oddziału policji Karola Fuchsa. Między innymi w tej sprawie był w 1931 r. przesłuchiwany podczas politycznego procesu działaczy Centrolewu, tzw. procesu brzeskiego.
Podczas wojny ukrywał się: w latach 1940–1941 we wsi Janówek Duranowski w powiecie sochaczewskim, następnie w tartaku Stara Wieś w powiecie radzymińskim, a także w willi „Anulka” w Świdrze, gdzie przebywał od maja 1942 do 1945.
Po wojnie wstąpił do Milicji Obywatelskiej w Warszawie, skąd po kilku miesiącach przeniósł się do Koszalina, gdzie w stopniu porucznika formował MO na Pomorzu Zachodnim. Podczas I Wojewódzkiego Zjazdu PPS w Koszalinie, w sierpniu 1945 został wybrany sekretarzem wojewódzkim PPS. 12 września 1946 z jego inicjatywy powołano spółdzielnię mieszkaniową w Szczecinie. Od 20 września 1946 był posłem do Krajowej Rady Narodowej, zgłoszony przez Wojewódzką Radę Narodową w Szczecinie. Od 4 lutego 1947 był posłem na Sejm Ustawodawczy. 8 października 1948 został usunięty ze stanowiska sekretarza wojewódzkiego PPS i posła na Sejm, ponieważ nie chciał się podporządkować dyrektywom PPR. Władze bezpieczeństwa zakazały mu przebywania w Szczecinie.

## Ordery i odznaczenia
- Srebrny Krzyż Zasługi (17 maja 1946)[3]
- Medal 10-lecia Polski Ludowej (27 maja 1955)[4]